# Andrew Card
Andrew Hill Card Jr. (Holbrook, Massachusetts, SAD 10. svibnja 1947. - ), američki biznismen i političar koji trenutačno obavlja dužnost šefa osoblja Bijele kuće u administraciji predsjednika Georgea W. Busha. 
Njegova je dužnost pomaganje predsjedniku u političkim odlukama te vođenje dnevnih zadatak u Bijeloj kući. Card i njegova supruga Kathleene imaju troje djee i četvoro unučadi.

## Životopis
Andrew Card je od 1975. do 1983. bio zastupnik u massachusettskom Domu zastupnika, a potom služio u administraciji predsjednika Ronalda Reagana. Za vrijeme administracije predsjednika Georgea H.W. Busha je služio kao ministar transporta.
Nakon dolaska Billa Clintona na vlast, Card je bio na niz rukovodećih položaja u američkoj auto-industriji. 
Godine 2000. je, nakon pobjede Georgea W. Busha, imenovan šefom tranzicijskog tima, a potom je postao šef osoblja. Na toj funkciji nije dolazio u fokus javnosti, osim za vrijeme napada 11. rujna, kada je upravo on šapnuo Bushu da je riječ o terorističkom napadu.
Card je 28. ožujka 2006. najavio svoju ostavku koja je stupila na snagu 11. travnja 2006. Zamijenio ga je Joshua B. Bolten.